# Pseudoclinteria infuscata
Pseudoclinteria infuscata är en skalbaggsart som beskrevs av Hippolyte Louis Gory och Achille Rémy Percheron 1833. Pseudoclinteria infuscata ingår i släktet Pseudoclinteria och familjen Cetoniidae. Inga underarter finns listade i Catalogue of Life.